# Liste der Biografien/Fah
Liste der Biografien |
Portal Biografien |
Personensuche
# |
A |
B |
C |
D |
E |
F |
G |
H |
I |
J |
K |
L |
M |
N |
O |
P |
Q |
R |
S |
T |
U |
V |
W |
X |
Y |
Z |
?
 
Fa |
Fe |
Ff |
Fh |
Fi |
Fj |
Fk |
Fl |
Fm |
Fn |
Fo |
Fr |
Ft |
Fu |
Fy
 
Faa |
Fab |
Fac |
Fad |
Fae |
Faf |
Fag |
Fah |
Fai |
Faj |
Fak |
Fal |
Fam |
Fan |
Fao |
Fap |
Faq |
Far |
Fas |
Fat |
Fau |
Fav |
Faw |
Fax |
Fay |
Faz
Die Liste der Biografien führt alle Personen auf, die in der deutschsprachigen Wikipedia einen Artikel haben. Dieses ist eine Teilliste mit 259 Einträgen von Personen, deren Namen mit den Buchstaben „Fah“ beginnt.

## Fah
- Fäh, Adolf (1858–1932), Schweizer Priester, Kunsthistoriker, religiöser Erbauungsliterat
- Fäh, Beat (* 1952), Schweizer Regisseur, Schauspieler und Autor
- Fäh, Claudio (* 1975), Schweizer Filmregisseur, Produzent und Drehbuchautor
- Fäh, Franz (1857–1907), Schweizer Lehrer und Historiker
- Fäh, Hans (1916–1984), deutscher Maler
- Fäh, Linda (* 1987), Schweizer Schönheitskönigin, Miss Schweiz 2009Linda Fäh (* 1987)

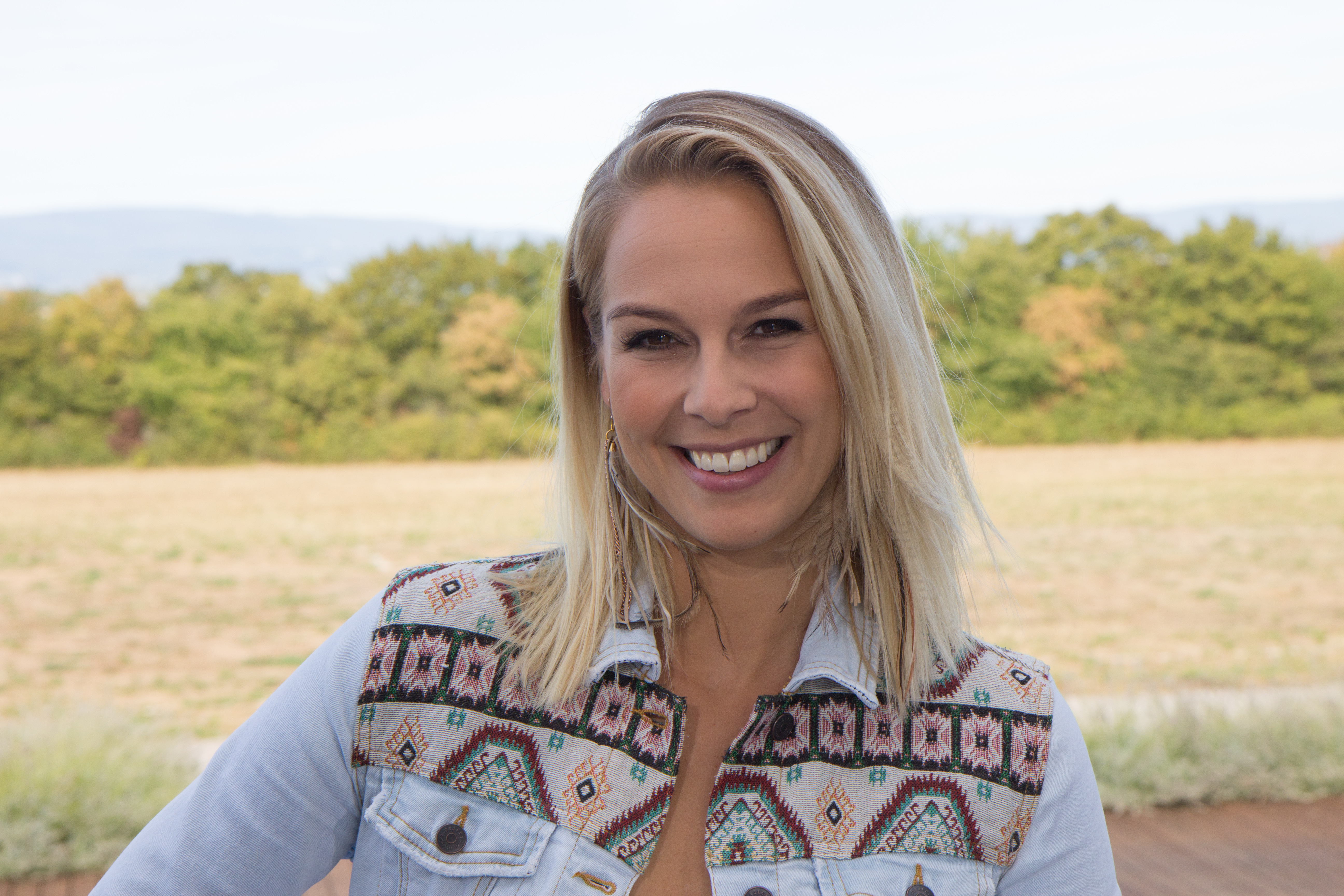
Linda Fäh (* 1987)

- Fäh, Marco (* 1973), Schweizer Politiker (Grüne)
- Fäh, Markus (* 1958), Schweizer Psychoanalytiker

### Faha
- Fahas Bilanglod (* 1999), thailändischer Fußballspieler
- Fahas, Yassine (* 1987), algerisch-französischer Eishockeyspieler
- Faházi, János (* 1942), ungarischer Tischtennisspieler

### Fahb
- Fahberg, Antonia (1928–2016), österreichisch-deutsche Opernsängerin

### Fahd
- Fahd bin Badr, saudi-arabischer Königsenkel und Politiker
- Fahd bin Saad, saudi-arabischer Politiker, Mitglied des Hauses Saud
- Fahd bin Turki, saudi-arabischer Prinz und Politiker
- Fahd ibn Abd al-Aziz († 2005), saudi-arabischer König (1982–2005)
- Fahd Yusuf as-Sabah (* 1959), kuwaitischer Politiker
- Fahda bint al-Asi bin Schuraim († 1934), achte Frau des späteren saudischen Königs Saud ibn Abd al-Aziz
- Fahdel, Abbas, irakisch-französischer Filmregisseur und Drehbuchautor

### Fahe
- Fahem, Madjid (* 1973), französischer Gitarrist
- Fahey, Brian (* 1981), US-amerikanischer Eishockeyspieler
- Fahey, Caprina (1883–1959), englisch-britische Suffragette
- Fahey, Denis (1883–1954), irischer römisch-katholischer Ordensgelehrter
- Fahey, Frank (* 1951), irischer Politiker (Fianna Fáil)
- Fahey, Jackie (1928–2019), irischer Politiker (Fianna Fáil)
- Fahey, Jacqueline (* 1929), neuseeländische Malerin und Hochschullehrerin
- Fahey, Jeff (* 1952), US-amerikanischer SchauspielerJeff Fahey (* 1952)

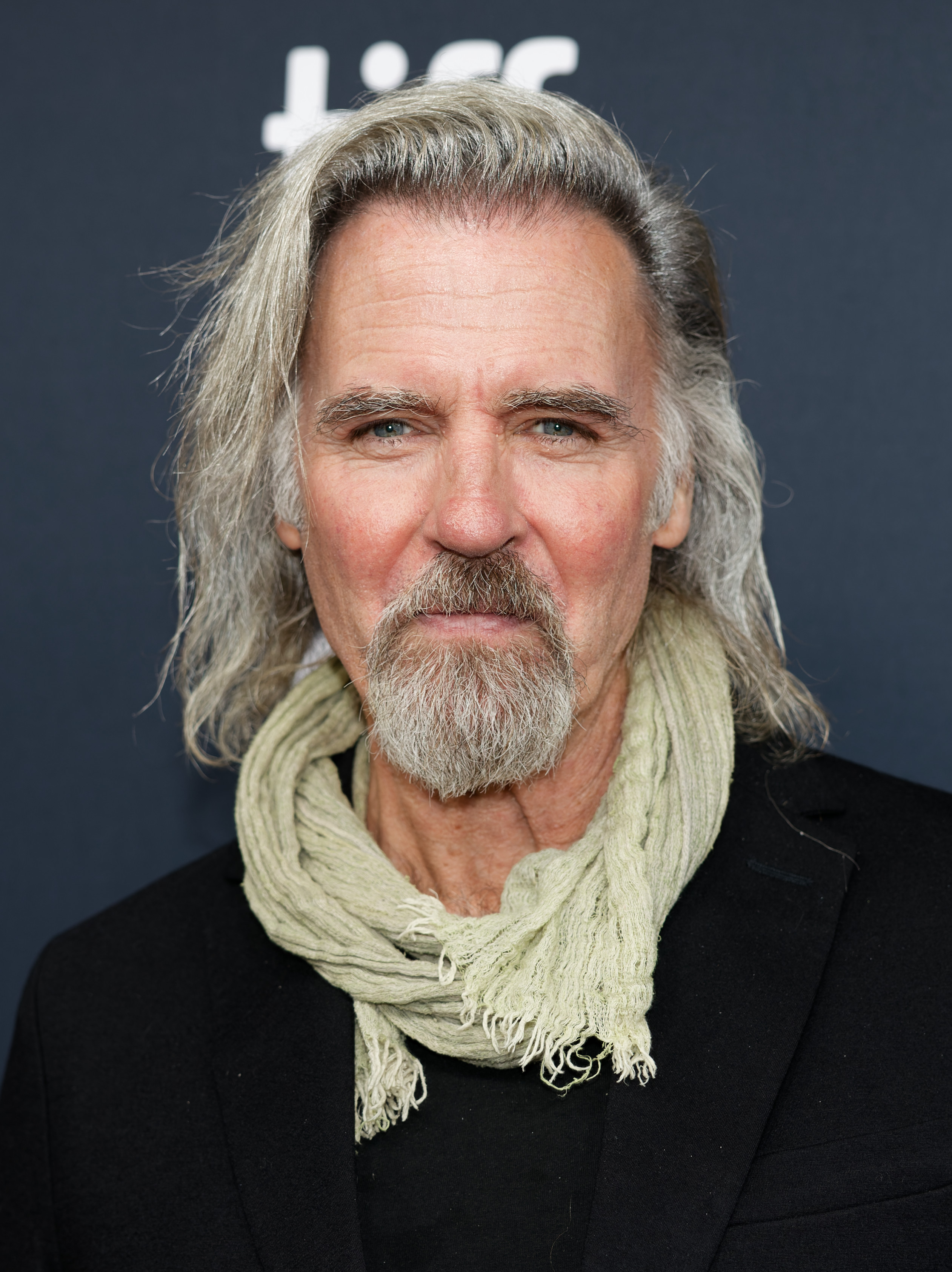
Jeff Fahey (* 1952)

- Fahey, Jim (* 1979), US-amerikanischer Eishockeyspieler
- Fahey, John (1939–2001), US-amerikanischer Gitarrist, Komponist, Musikwissenschaftler und Label-Betreiber
- Fahey, John (1945–2020), australischer Politiker
- Fahey, Joseph (* 1940), US-amerikanischer Theologe
- Fahey, Keith (* 1983), irischer Fußballspieler
- Fahey, Myrna (1933–1973), US-amerikanische Schauspielerin
- Fahey, Niamh (* 1987), irische Fußballspielerin
- Fahey, Robert (* 1968), australischer Real-Tennis-Spieler und langjähriger Weltmeister in diesem Sport
- Fahey, Siobhan (* 1958), irische Rocksängerin

### Fahi
- Fahidi, Éva (1925–2023), ungarische Holocaustüberlebende
- Fahie, Tijani (* 1998), Fußballspieler von St. Kitts und Nevis
- Fahim, Amin (1939–2015), pakistanischer Politiker der Pakistanischen Volkspartei (PPP) und stellvertretender Parteivorsitzender
- Fahim, Mohammed (1957–2014), afghanischer Warlord und Politiker
- Fahima, Hila (* 1987), israelische Opernsängerin der Stimmlage Sopran
- Fahimi, Yasmin (* 1967), deutsche Politikerin (SPD)Yasmin Fahimi (* 1967)

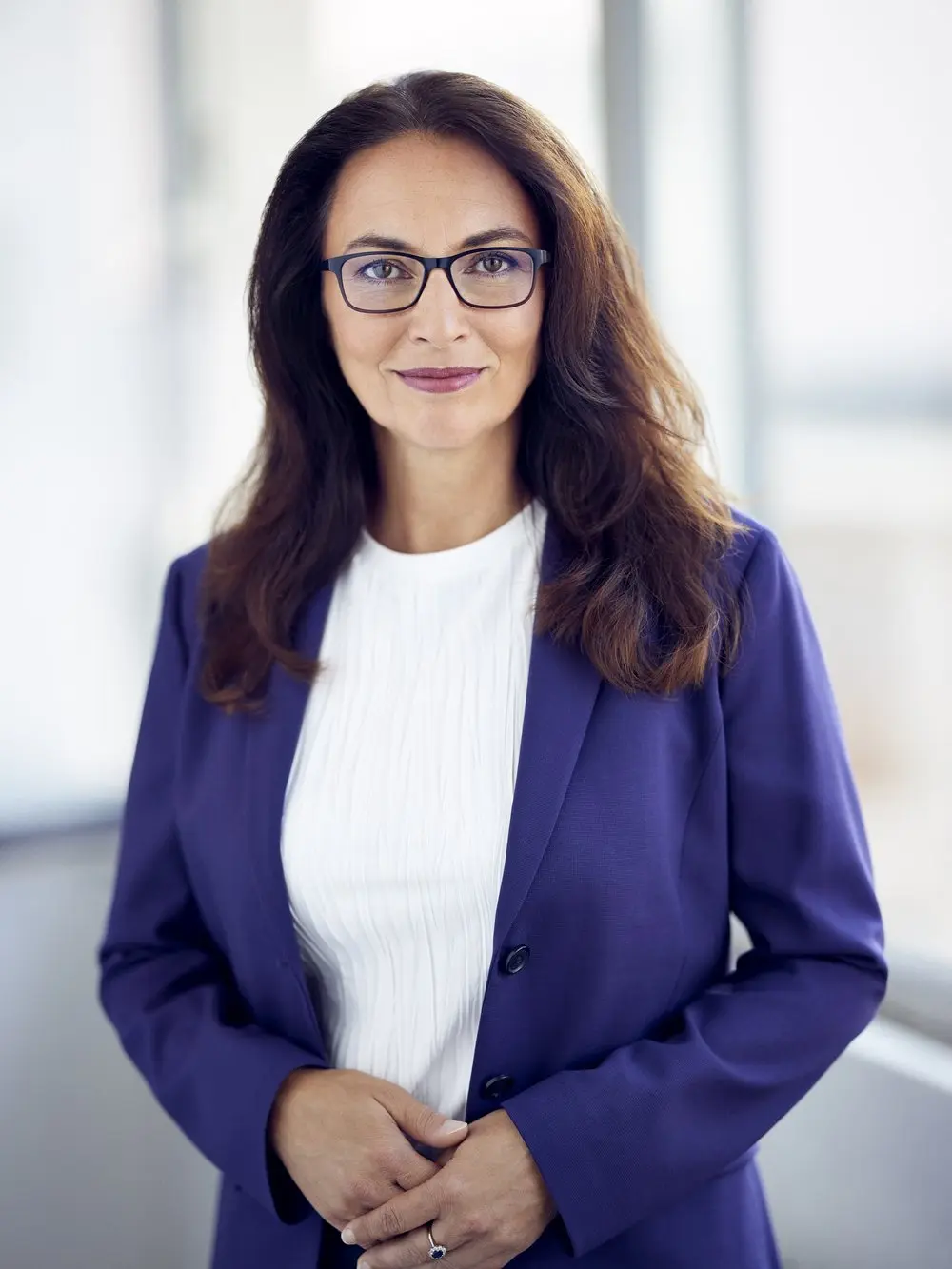
Yasmin Fahimi (* 1967)

### Fahl
- Fahl Vikander, Maria (1951–2022), schwedische Schauspielerin
- Fahl, Christian (* 1967), deutscher Rechtswissenschaftler
- Fahl, Fabian (* 1993), deutscher Geograph und Politiker (Die Linke), Bundestagsabgeordneter
- Fahl, Menno (* 1967), deutscher Bildhauer, Maler und Grafiker
- Fahl, Ulrich (1933–2004), deutscher Politiker (CDU)
- Fahlan Sakkreerin (* 1968), thailändischer Boxer im Strohgewicht
- Fahland, Waldemar von (1831–1905), preußischer Generalmajor
- Fahlberg, Constantin (1850–1910), ChemikerConstantin Fahlberg (1850–1910)

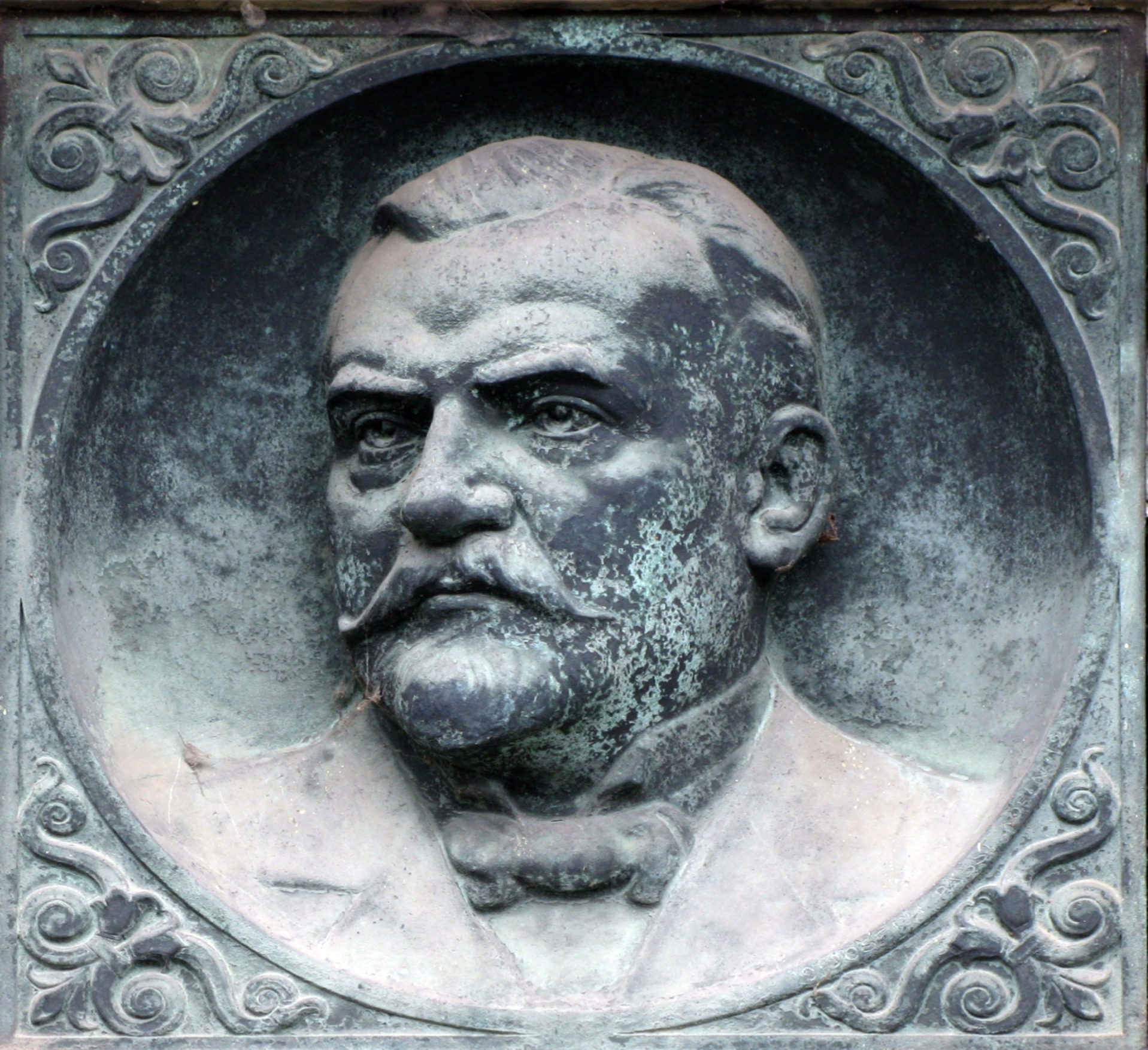
Constantin Fahlberg (1850–1910)

- Fahlborg, Tage (1912–2005), schwedischer Kanute
- Fahlbusch, Ernst (1894–1964), deutscher Politiker (SPD), MdL
- Fahlbusch, Erwin (1926–2007), deutscher systematischer Theologe
- Fahlbusch, Friedrich Bernward (* 1953), deutscher Historiker und Verleger
- Fahlbusch, Günter (* 1919), deutscher Politiker (DP), MdHB
- Fahlbusch, Michael (* 1957), Schweizer Geograph und Historiker
- Fahlbusch, Otto (1888–1971), deutscher Historiker und Heimatkundler
- Fahlbusch, Reinhold (* 1946), deutscher Bankbetriebswirt, Autor und Herausgeber, Vorstandsvorsitzender und Aufsichtsrat in mildtätigen und sozialen Einrichtungen
- Fahlbusch, Rösel, deutsche Tischtennisspielerin
- Fahlbusch, Rudolf (* 1940), deutscher Neurochirurg
- Fahlbusch, Volker (1934–2008), deutscher Paläontologe
- Fahlbusch, Wilhelm (1877–1962), deutscher Architekt und preußischer Baubeamter
- Fahlbusch, Wilhelm (1907–1933), deutscher Heizer und SA-Opfer
- Fahlbusch, Wilhelm (1914–2002), deutscher Offizier der Wehrmacht und Bundeswehr
- Fahlbusch, Wilhelm (1929–2014), deutscher lutherisches Theologe und Hochschullehrer
- Fahlbusch-Wald, Hanna (1948–2006), österreichische Opernsängerin (Mezzosopran) und Wagner-Interpretin
- Fahlcrantz, Carl Johan (1774–1861), schwedischer Maler
- Fahle, Clemens (1856–1933), deutscher Jurist und Politiker (FVg), MdR
- Fahlenbock, Megan (* 1971), kanadische Schauspielerin
- Fahlenbrach, Kathrin (* 1967), deutsche Medienwissenschaftlerin
- Fähler, Wilhelm (1889–1953), deutscher Architekt und Baubeamter
- Fahlgren, Otto (* 2001), schwedischer Schauspieler
- Fahlgren, Patrik (* 1985), schwedischer Handballspieler und -trainer
- Fahlin, Carin (1900–1964), schwedische Romanistin und Mediävistin
- Fahlin, Emilia (* 1988), schwedische Radrennfahrerin
- Fahlin, Raoul (* 1966), schwedischer Radrennfahrer
- Fähling, Erich (1899–1981), deutscher Kommunist und Widerstandskämpfer gegen den Nationalsozialismus
- Fahlisch, Paul (1844–1930), deutscher Lehrer und Regionalhistoriker
- Fahlke, Andy (* 1979), deutscher Tennisspieler
- Fahlkvist, Bengt (1922–2004), schwedischer Ringer
- Fahlman, Scott E. (* 1948), amerikanischer Hochschullehrer für Informatik, und „Erfinder“ der Emoticons
- Fahlman, Sven (1914–2003), schwedischer Degenfechter
- Fahlstedt, Amalia (1853–1923), schwedische Schulleiterin, Schriftstellerin und Übersetzerin
- Fahlstrøm, Alma (1863–1946), norwegische Schauspielerin, Regisseurin, Pianistin und Theatermanagerin
- Fahlstrøm, Johan (1867–1938), norwegischer Schauspieler und Regisseur
- Fahlström, Örjan (* 1953), schwedischer Komponist und Jazzmusiker
- Fahlström, Öyvind (1928–1976), schwedischer Künstler
- Fahlweid, A. (1860–1911), Schweizer Schriftstellerin

### Fahm
- Fahmé, Joseph Maximos (1924–2025), syrisch-französischer Priester der melkitischen griechisch-katholischen Kirche und ein syrisch-französischer Kantor
- Fahmi Pascha, Mustafa (1840–1914), ägyptischer Politiker
- Fahmi Saïd Ibrahim (* 1963), komorischer Politiker
- Fahmi, Fahmi (* 1974), indonesischer Ichthyologe und Meeresbiologe
- Fahmi, Ismail (1922–1997), ägyptischer Diplomat und Außenminister
- Fahmi, Mohammed, libanesischer Politiker
- Fahmi, Muhd Azeem (* 2004), malaysischer Sprinter
- Fahmi, Nabil (* 1951), ägyptischer Diplomat; Außenminister
- Fahmideh, Hossein († 1980), iranischer KindersoldatHossein Fahmideh († 1980)

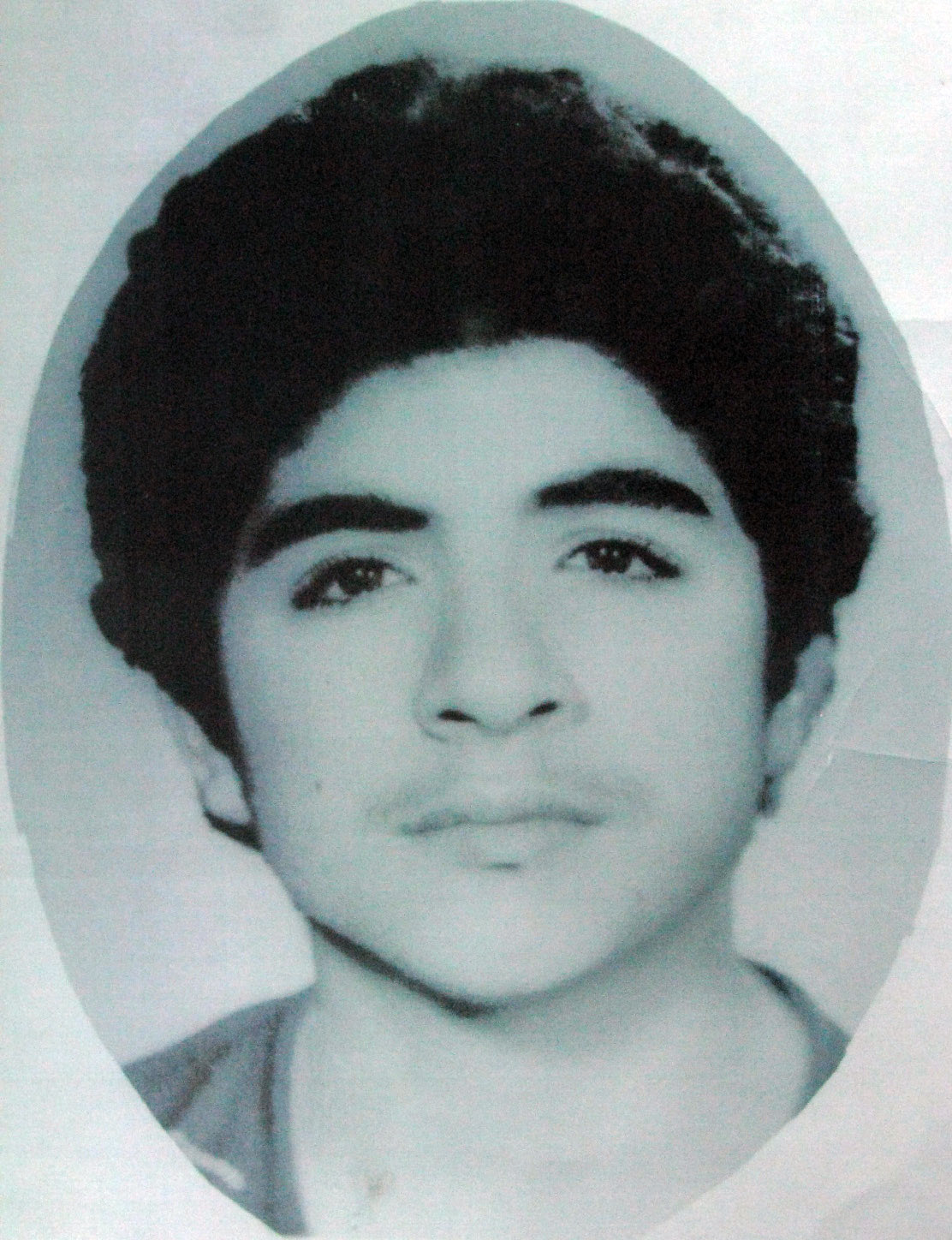
Hossein Fahmideh († 1980)

- Fahmüller, Eva-Maria, deutsche Dramaturgin
- Fahmüller, Konrad (1930–2012), deutscher Heimatpfleger
- Fahmüller, Michael (* 1968), deutscher Politiker (CSU), Landrat des Landkreises Rottal-Inn
- Fahmy, Amin Sameh Samir (* 1949), ägyptischer Staatsminister für administrative Entwicklung
- Fahmy, Amr (1983–2020), ägyptischer Fußballfunktionär, Generalsekretär des Afrikanischen Fußballverbands
- Fahmy, Mohammed (* 1974), ägyptisch-kanadischer Journalist

### Fahn
- Fahn, Hans Jürgen (* 1952), deutscher Politiker (Freie Wähler), MdL
- Fahn, Marcus (* 1976), deutscher Hörfunk- und Fernsehmoderator
- Fahn, Melissa (* 1967), US-amerikanische Schauspielerin und Sängerin
- Fahn, Mike (* 1960), US-amerikanischer Jazz-Ventilposaunist, daneben Bariton-Hornist und Jazzsänger
- Fahnbulleh, Boimah (* 1949), liberianischer Sicherheitsberater
- Fahnbulleh, Joseph (* 2001), liberianischer Sprinter
- Fähnders, Walter (* 1944), deutscher Germanist und Literaturwissenschaftler
- Fähndrich, Cyril (* 1999), Schweizer Skilangläufer
- Fähndrich, Hartmut (* 1944), deutsch-schweizerischer Arabist und Übersetzer
- Fähndrich, Lukas (* 1984), Schweizer Fußballschiedsrichter
- Fähndrich, Markus (* 1960), Schweizer Skilangläufer
- Fähndrich, Nadine (* 1995), Schweizer Skilangläuferin
- Fähndrich, Walter (* 1944), Schweizer Komponist, Bratschist und Improvisator
- Fahne, Anton (1805–1883), deutscher Jurist, der sich auch als Historiker, Genealoge, Schriftsteller und Kunstsammler betätigte
- Fahne, Emma (1836–1905), deutsche Stilllebenmalerin der Düsseldorfer Schule
- Fahnemann, Thomas (* 1961), deutscher Kaufmann und Manager
- Fahnenberg, Egid Joseph Karl von (1749–1827), österreichischer Richter am Reichskammergericht
- Fahnenberg, Karl Heinrich von (1779–1840), deutscher Nationalökonom und Postbeamter in Baden
- Fahnenschreiber, Biggi (* 1931), deutsche Ballett-Tänzerin und Choreografin
- Fahner, Johann Christoph (1758–1802), deutscher Mediziner
- Fahner, Thomas (* 1966), deutscher Zehnkämpfer in der DDR
- Fahnert, Friedrich (1879–1964), deutscher General der Luftnachrichtentruppe der Wehrmacht
- Fahning, Hans (1925–2003), deutscher Wirtschafts- und Politikwissenschaftler
- Fähnle, Hans (1903–1968), deutscher Maler und Grafiker
- Fahnler, Heinz (1942–2008), österreichischer Fußballschiedsrichter und Journalist
- Fähnrich, Gabriele (* 1968), deutsche Gerätturnerin
- Fähnrich, Heinz (* 1941), deutscher Kaukasiologe
- Fähnrich, Kurt (1900–1976), deutscher Politiker (GB/BHE), MdL
- Fähnrich, Peter (* 1943), deutscher Tischtennisspieler
- Fahnroth, Joseph (1838–1895), schlesischer Kirchenmaler

### Fahr
- Fahr, Albert (1857–1916), deutscher Klavierhersteller
- Fahr, Alfred (1949–2024), deutscher Pharmazeut
- Fahr, Andreas (* 1966), deutscher Kommunikationswissenschaftler und Hochschullehrer
- Fahr, Annina (* 1993), Schweizer Sprinterin
- Fahr, Ekkehard (* 1934), deutscher Architekt und Hochschullehrer
- Fahr, Friedrich (1932–2007), deutscher Geistlicher, Ordensreferent im Erzbischöflichen Ordinariat München
- Fahr, Hans Jörg (* 1939), deutscher Astrophysiker
- Fahr, Johann Georg (1836–1916), deutscher Unternehmer
- Fahr, Otto (1892–1969), deutscher Schwimmer und Unternehmer
- Fahr, Otto Julius (1862–1930), deutscher Kaufmann und Politiker, MdHB
- Fahr, Peter (* 1958), Schweizer Schriftsteller, Lyriker und Plakat-Aktionist
- Fahr, René (* 1972), deutscher Betriebswirtschaftler und Hochschullehrer
- Fahr, Theodor (1877–1945), deutscher Pathologe
- Fahrad, Stefan (* 1980), deutscher Basketballspieler
- Fåhræus, Olof Immanuel (1796–1884), schwedischer Politiker und Entomologe
- Fåhræus, Robin (1888–1968), schwedischer Pathologe und Hämatologe
- Fahrbach, Anton (1819–1887), österreichischer Komponist
- Fahrbach, Carl Ludwig (1835–1902), deutscher Maler
- Fahrbach, Friedrich (1809–1867), österreichischer Komponist und Musiker
- Fahrbach, Georg (1903–1976), deutscher Wandervereins-Präsident, Naturschützer, Bankier
- Fahrbach, Joseph (1804–1883), österreichischer Musiker
- Fahrbach, Philipp der Ältere (1815–1885), österreichischer Komponist und Kapellmeister
- Fahrbach, Philipp der Jüngere (1843–1894), österreichischer Musiker
- Fahree (* 1995), aserbaidschanischer Sänger
- Fahrenbach, Heinrich (1839–1879), Bürgermeister und Abgeordneter des Kurhessischen Kommunallandtages
- Fahrenbach, Helmut (* 1928), deutscher Philosoph
- Fahrenberg, Jochen (* 1937), deutscher Psychologe
- Fahrenberg, W. P. (* 1957), deutscher Journalist, Ausstellungsmacher und Kunsthistoriker
- Fahrenbrach, Heinrich (1878–1950), deutscher Politiker (Zentrum), MdR
- Fahrenheim, Henning (1895–1966), deutscher evangelisch-lutherischer Geistlicher
- Fahrenheit, Daniel Gabriel (1686–1736), deutsch-niederländischer Physiker und Erfinder von Messinstrumenten
- Fahrenholtz, Peter, deutscher Diplomat
- Fahrenholz, Christian (1918–1986), deutscher Politiker (SPD), MdBB
- Fahrenholz, Falk (* 1942), deutscher Biochemiker
- Fahrenholz, Heinrich (1882–1945), deutscher Biologe, Lehrer und Politiker (SPD)
- Fahrenholz, Tim (* 1994), deutscher Fußballspieler
- Fahrenhorst, Frank (* 1977), deutscher FußballspielerFrank Fahrenhorst (* 1977)

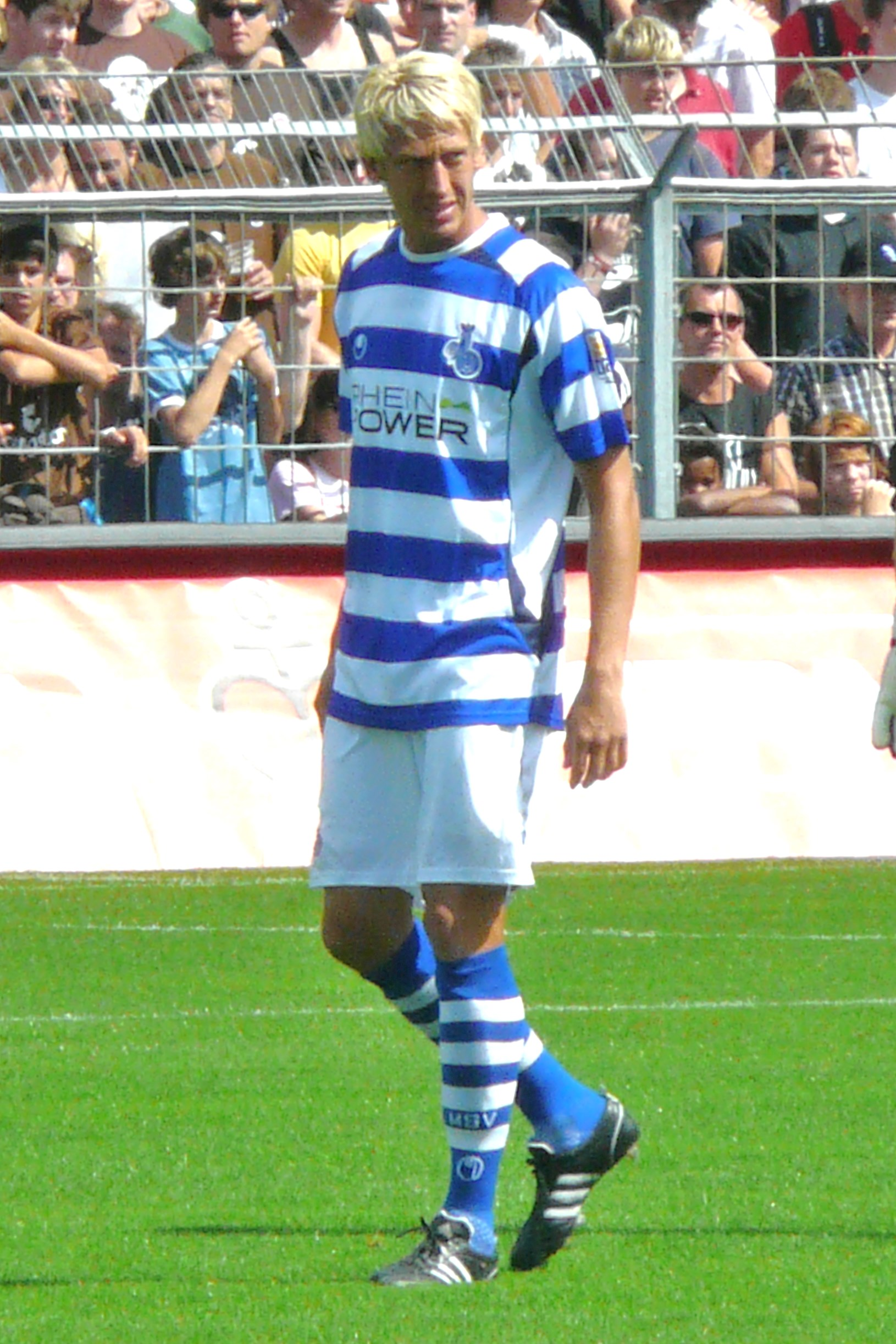
Frank Fahrenhorst (* 1977)

- Fahrenhorst, Karl (1882–1945), deutscher Journalist und Politiker (NSDAP), MdR, MdL
- Fahrenkamp, Emil (1885–1966), deutscher Architekt und Hochschullehrer
- Fahrenkamp, Karl (1889–1945), deutscher Internist und Kardiologe
- Fährenkemper, Claudia (* 1959), deutsche Fotografin
- Fahrenkrog, Heinz (1926–2004), deutscher Präsident der Konsumgenossenschaften der DDR und Politiker (SED), MdV
- Fahrenkrog, Herta (* 1942), deutsche Schauspielerin
- Fahrenkrog, Ludwig (1867–1952), deutscher Maler und Dichter
- Fahrenkrog-Petersen, Lutz (* 1962), deutscher Musikwissenschaftler, Komponist und Musikproduzent
- Fahrenkrog-Petersen, Uwe (* 1960), deutscher Musikproduzent und Komponist
- Fahrensbach, Arndt Heinrich von, königlich schwedischer Leutnant
- Fahrensbach, Dietrich III. von, Rat des Bischofs von Ösel und Herr auf Heimar
- Fahrensbach, Dmitri Andrejewitsch († 1657), russischer Gouverneur
- Fahrensbach, Georg Wolmar von (1586–1633), Gouverneur von Livland
- Fahrensbach, Gustav Adolf von (1629–1689), Reichshofrat und Graf in Brandenburg und Böhmen
- Fahrensbach, Heinrich von, Landrat in Estland
- Fahrensbach, Iwan Andrejewitsch, russischer Gouverneur
- Fahrensbach, Johann III. von, Domherr der Kirche von Ösel, Hauptmann in Estland und Herr auf Udenküll
- Fahrensbach, Johann VI. von, polnischer Offizier
- Fahrensbach, Jürgen von (1551–1602), livländischer Feldherr
- Fahrensbach, Thomas Wilhelm von, schwedischer und sächsischer Offizier im Dreißigjährigen Krieg
- Fahrensbach, Wilhelm I. von, deutscher Ritter; Vogt von Arensburg
- Fahrensbach, Wolmar von, Lehnsmann und Diplomat des Deutschen Ordens
- Fahrenschon, Georg (* 1968), deutscher Politiker (CSU), MdL, MdBGeorg Fahrenschon (* 1968)

Georg Fahrenschon (* 1968)

- Fahrensohn, Takiula (* 1999), neuseeländisch-deutscher Basketballspieler
- Fahrenwald, Sabine (* 1964), deutsche Handballspielerin und Handballtrainerin
- Fahrer, Jörg (* 1978), deutscher Lebensmittelchemiker und Toxikologe
- Fahrer, Julie (* 1986), dänisch-schweizerische Jazzmusikerin (Gesang, Komposition)
- Fahrer, Thomas (* 1955), Schweizer Jazz- und Bluesmusiker (Schlagzeuger)
- Fahrer, Walter (1939–2025), argentinischer Comiczeichner und Illustrator
- Fahres, Michael (* 1951), deutscher Komponist
- Fahrettin Altay (1880–1974), osmanischer Offizier im Rang eines Obersts und türkischer General
- Fahrholz, Bernd (* 1947), deutscher Jurist; Vorstandssprecher der Dresdner Bank AG
- Fahrian, Wolfgang (1941–2022), deutscher Fußballspieler
- Fahrig, Matthias (* 1985), deutscher Geräteturner
- Fahrig, Stephan (1968–2017), deutscher Ruderer
- Fahringer, Carl (1874–1952), österreichischer Maler, Grafiker und Illustrator
- Fahringer, Josef (1876–1950), österreichischer Zoologe, Entomologe
- Fahrion, Helmut (1912–2013), deutscher Erdöl- und Erdgas-Geologe, Paläontologe und Sachbuchautor
- Fahrländer, Eugen (1844–1917), Schweizer Ingenieur und Oberstkorpskommandant
- Fahrländer, Karl (1759–1814), Benediktinermönch, Schweizer Politiker und elsässischer Schulleiter
- Fahrländer, Karl Emanuel (1803–1857), Schweizer Politiker
- Fahrländer, Karl Franz Sebastian (1836–1907), Schweizer Politiker und Staatsanwalt
- Fahrländer, Sebastian (1768–1841), Schweizer Arzt und Politiker
- Fahrmann, Andreas Joseph (1742–1802), deutscher Moraltheologe und Weihbischof
- Fährmann, Christian (* 1975), deutscher Fußballspieler
- Fährmann, Ellen (* 1964), deutsche Politikerin (CDU)
- Fährmann, Gustav (1835–1913), deutscher Politiker (DFP), MdR, MdL (Königreich Sachsen)
- Fährmann, Hans (1860–1940), deutscher Komponist und Organist
- Fährmann, Lothar (* 1940), deutscher Handballspieler und Hochschullehrer
- Fährmann, Peter (* 1937), deutscher Tennisspieler
- Fährmann, Ralf (* 1988), deutscher FußballtorhüterRalf Fährmann (* 1988)

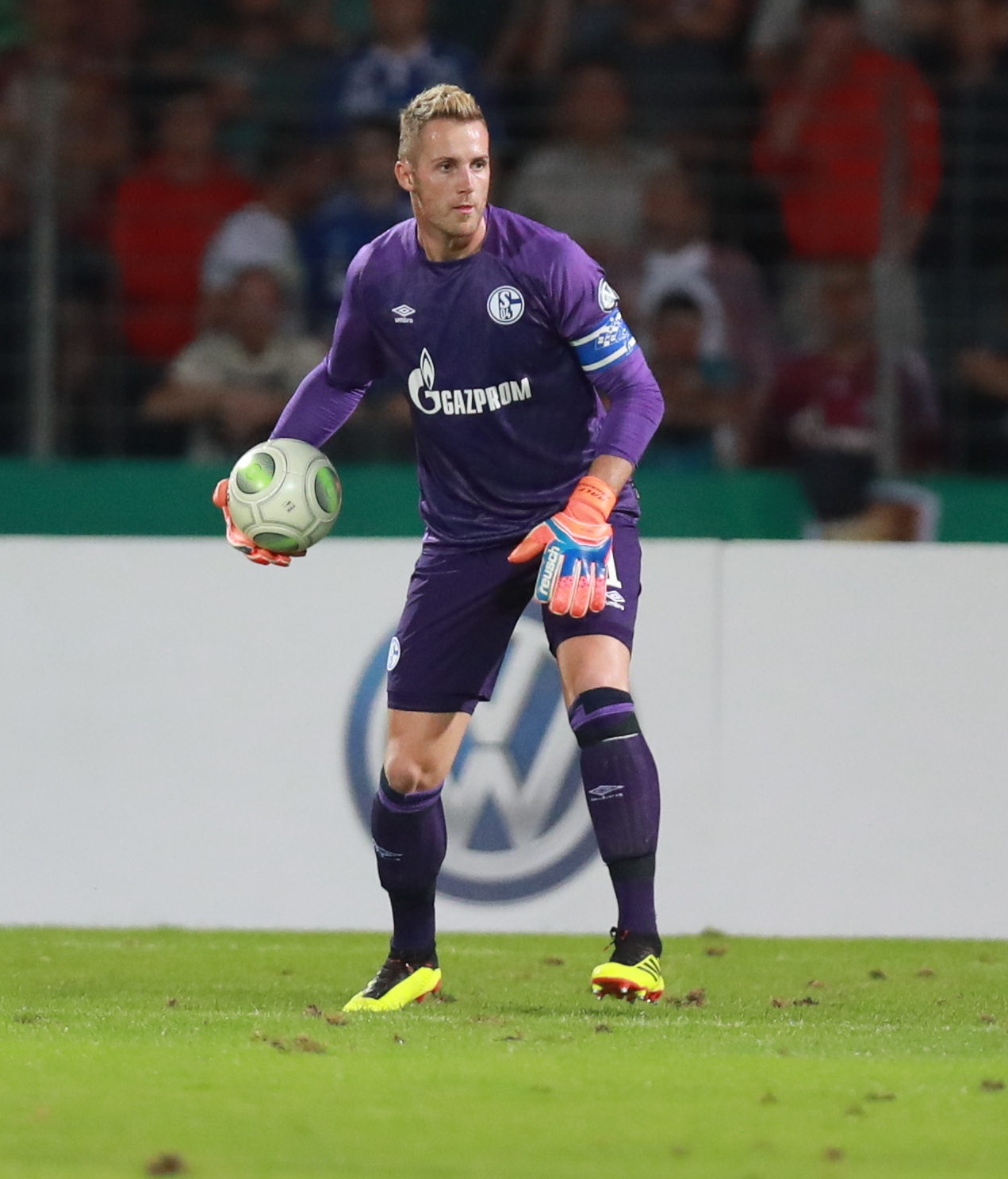
Ralf Fährmann (* 1988)

- Fährmann, Tom (* 1956), deutscher Drehbuchautor, Fotograf und Kameramann
- Fährmann, Willi (1929–2017), deutscher Kinder- und Jugendbuchautor
- Fahrmbacher, Wilhelm (1888–1970), deutscher General der Artillerie im Zweiten Weltkrieg
- Fahrmeir, Andreas (* 1969), deutscher Historiker und Hochschullehrer
- Fahrmeir, Ludwig (* 1945), deutscher Mathematiker
- Fahrnberger, Ludwig (1904–1997), österreichischer Politiker (ÖVP)
- Fahrner, Adam (1873–1945), österreichisch-tschechoslowakischer Politiker (DAP, DnP, DNSAP), Abgeordneter zum Nationalrat
- Fahrner, Anton (1880–1955), österreichischer Müller und Politiker/GdP, Abgeordneter zum Nationalrat
- Fahrner, Christoph (1616–1688), Schulmeister, Schultheiß, Domstiftschaffner, Heilmittelhersteller, Chemiker
- Fahrner, David (1895–1962), deutscher bildender Künstler
- Fahrner, Franz (* 1956), österreichischer Geistlicher, Militärgeneralvikar
- Fahrner, Karl (1929–1996), österreichischer Skirennläufer
- Fahrner, Kurt (1932–1977), Schweizer Maler und Aktionskünstler
- Fahrner, Philip (* 2003), deutscher Fußballspieler
- Fahrner, Rüdiger (1939–2007), österreichischer Maler und Autor
- Fahrner, Rudolf (1903–1988), deutscher Germanist
- Fahrner, Theodor (1859–1919), deutscher Unternehmer, Schmuckhersteller des Jugendstils
- Fahrner, Thomas (* 1963), deutscher Schwimmer
- Fahrner, Ulrich, Schweizer Sportschütze
- Fahrngruber, Johannes (1845–1901), österreichischer Pfarrer und Heimatforscher, Gründer des St. Pöltner Diözesanmuseums
- Fahrngruber, Sascha (* 1989), österreichischer Fußballspieler
- Fahrni, Hans (1874–1939), Schweizer Schachmeister
- Fahrni, Helene (1901–1985), Schweizer Sopranistin, Konzert- und Oratoriensängerin sowie Gesangspädagogin
- Fahrnländer, Petra (* 1943), deutsche Schauspielerin bei Bühne und Fernsehen
- Fahro, Friedrich (1857–1930), deutscher Architekt und Kirchenbaumeister
- Fährrolfes, Bernd (* 1984), deutscher Basketballspieler
- Fahrsinejadian, Farshad (* 1988), iranischer Radrennfahrer

### Fahs
- Fahs, Hani (1946–2014), schiitischer Geistlicher im Libanon
- Fähse, Gottfried (1764–1831), deutscher klassischer Philologe und Pädagoge
- Fähse, Sandy (* 1984), deutscher Fernsehdarsteller
- Fahsel, Frank, deutscher Richter am Landgericht Stuttgart (1973–2004)
- Fahsel, Helmut (1891–1983), deutscher katholischer Priester, Philosoph und Schriftsteller
- Fahsl, Hans (1941–2017), deutscher Hammerwerfer

### Faht
- Fahty, Rashwan (* 1931), ägyptischer Radrennfahrer

### Fahy
- Fahy, Charles H. (1892–1979), US-amerikanischer Jurist und United States Solicitor General
- Fahy, Conor (1928–2009), britischer Romanist, Italianist und Bibliograf irischer Abstammung
- Fahy, Frank (1880–1953), irischer Politiker
- Fahy, Meghann (* 1990), US-amerikanische Schauspielerin und SängerinMeghann Fahy (* 1990)

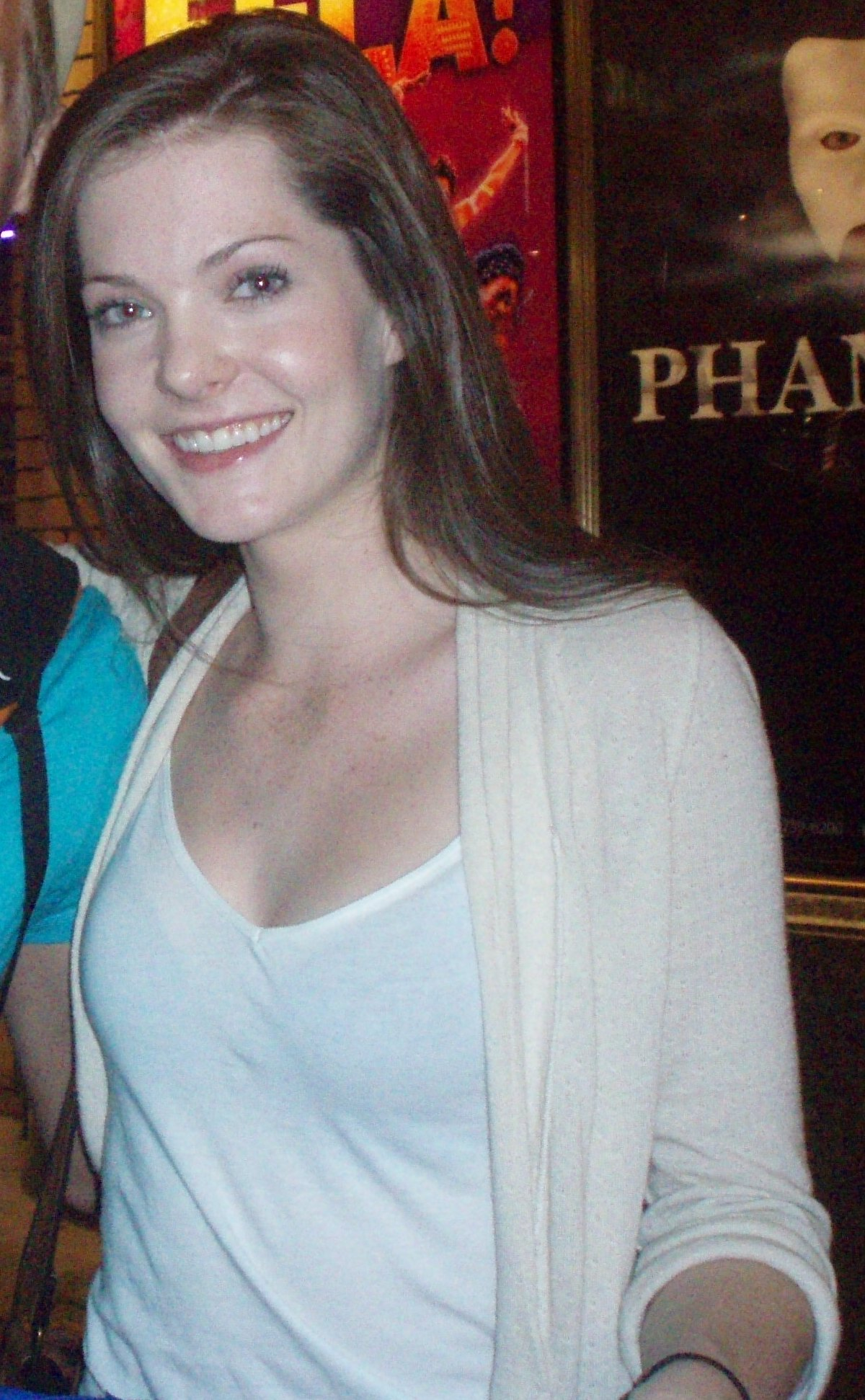
Meghann Fahy (* 1990)